# ديفيد جي. ديفيس
ديفيد جي. ديفيس هو سياسي أمريكي، ولد في 22 نوفمبر 1870، وتوفي في 19 نوفمبر 1942. نشط حزبياً في الحزب الجمهوري. وقد انتخب نائب حاكم ولاية بنسلفانيا ‏ (20 يناير 1923 – 18 يناير 1927).